# Dilatation (Bildverarbeitung)

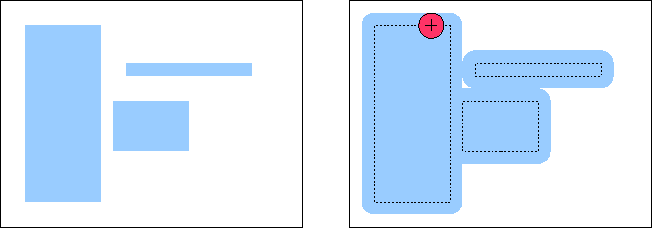
Dilatation eines Binärbildes mit einem Kreis als strukturierendem Element

Dilatation (von lat.: dilatare = ausdehnen, erweitern) ist eine morphologische Basisoperation in der digitalen Bildverarbeitung. In ihrer einfachsten Variante ersetzt sie jeden Bildpunkt durch das hellste Pixel innerhalb einer gewissen Umgebung, was dazu führt, dass helle Bereiche des Bilds vergrößert werden und dunkle verkleinert. Die entgegengesetzte Operation ist die Erosion.
In der digitalen Bildverarbeitung wird die Dilatation im Allgemeinen mittels eines strukturierenden Elements angewandt. Anhand nebenstender Abbildung ist zu erkennen, dass die Form und Größe des strukturierenden Elements (z. B. Kreis oder Quadrat) wesentlichen Einfluss auf das Ergebnis der Dilatation hat.

## Grauwertbildverarbeitung
Auf einem Grauwertbild wirkt die Dilatation mit einem strukturierenden Element ähnlich einem Maximum-Filter. Es gilt
{\displaystyle (A\oplus X)(x,y)={\textrm {max}}\{A(x+s,y+t)+X(s,t)|(s,t)\epsilon D_{X}\},}
wobei {\displaystyle D_{X}} den Definitionsbereich des strukturierenden Elements bezeichnet. Anschaulich bedeutet die Grauwertdilatation, dass man das Grauwertgebirge – die Werte der Pixel werden als Höheninformation interpretiert – von oben her mit einer Referenzform (dem strukturierenden Element) abtastet.

## Formale Betrachtung
Die Dilatation eines Bildes {\displaystyle A} mit einem strukturierenden Element {\displaystyle X} bezeichnet man mit {\displaystyle A\oplus X}. Anschaulich bedeutet das im Fall der Binärbildmorphologie, dass man an jedem Bildpunkt von {\displaystyle A} das komplette Element {\displaystyle X} einfügt, den Bildpunkt quasi auf die Form des strukturierenden Elementes ausdehnt (dilatiert). Mathematisch gesehen handelt es sich im Falle von Binärbildern bei der Dilatation um die Bildung der Minkowski-Summe von Bild und strukturierendem Element.
Ein Binärbild {\displaystyle A} wird definiert als Teilmenge des euklidischen Raums {\displaystyle \mathbb {R} ^{n}} oder des ganzzahligen Rasters {\displaystyle \mathbb {Z} ^{n}}. Im Folgenden steht {\displaystyle E} für einen euklidischen Raum oder ein ganzzahliges Raster. Das strukturierende Element {\displaystyle X} wird als Teilmenge von {\displaystyle \mathbb {R} ^{n}} betrachtet.
Dann ist die Dilatation von {\displaystyle A} mit {\displaystyle X} definiert als
{\displaystyle A\oplus X=\bigcup _{x\in X}A_{x},}
wobei {\displaystyle A_{x}} die Dilatation von {\displaystyle A} mit {\displaystyle X} ist.
Die Dilatation ist kommutativ, d. h. es gilt {\displaystyle A\oplus X=X\oplus A=\bigcup _{a\in A}X_{a}}.
The Dilatation kann auch definiert werden als {\displaystyle A\oplus X=\{z\in E\mid (X^{s})_{z}\cap A\neq \varnothing \}}, wobei {\displaystyle X^{s}=\{x\in E\mid -x\in X\}}.
Die Dilatation hat folgende Eigenschaften:
- Sie ist translationsinvariant.

- {\displaystyle A\subseteq B\Rightarrow A\oplus X\subseteq B\oplus X}; d. h. die Ordnungsstruktur des Verbandes bleibt durch die Operation erhalten.
- {\displaystyle (A\oplus B)\oplus C=A\oplus (B\oplus C)}; d. h. der Operator ist assoziativ.
- Sie ist distributiv für Vereinigungsmengen.

### Beispiel
Sei {\displaystyle A} die folgende 11x11-Matrix und {\displaystyle X} die folgende 3x3-Matrix:
```
    0 0 0 0 0 0 0 0 0 0 0
    0 1 1 1 1 0 0 1 1 1 0
    0 1 1 1 1 0 0 1 1 1 0
    0 1 1 1 1 1 1 1 1 1 0
    0 1 1 1 1 1 1 1 1 1 0              1 1 1
    0 1 1 0 0 0 1 1 1 1 0              1 1 1
    0 1 1 0 0 0 1 1 1 1 0              1 1 1
    0 1 1 0 0 0 1 1 1 1 0
    0 1 1 1 1 1 1 1 0 0 0
    0 1 1 1 1 1 1 1 0 0 0
    0 0 0 0 0 0 0 0 0 0 0
```

Für jedes Pixel in {\displaystyle A}, das den Wert 1 hat, überlagert {\displaystyle X}, mit dem Zentrum von {\displaystyle X}, das mit dem entsprechenden Pixel in {\displaystyle A} ausgerichtet ist.
Jedes Pixel von jedem überlagerten {\displaystyle X} gehört zur Dilatation von {\displaystyle A} mit {\displaystyle X}. Sie wird mit folgender 11x11-Matrix dargestellt:
```
    1 1 1 1 1 1 1 1 1 1 1
    1 1 1 1 1 1 1 1 1 1 1
    1 1 1 1 1 1 1 1 1 1 1
    1 1 1 1 1 1 1 1 1 1 1
    1 1 1 1 1 1 1 1 1 1 1
    1 1 1 1 1 1 1 1 1 1 1
    1 1 1 1 0 1 1 1 1 1 1
    1 1 1 1 1 1 1 1 1 1 1
    1 1 1 1 1 1 1 1 1 1 1
    1 1 1 1 1 1 1 1 1 0 0
    1 1 1 1 1 1 1 1 1 0 0
```

### Verallgemeinerung
Gegeben sei ein vollständiger Verband {\displaystyle V}. Ein Operator {\displaystyle \delta } auf {\displaystyle V} ist eine Dilatation, wenn er bezüglich der Supremumsbildung {\displaystyle \bigvee } distributiv ist, wenn also gilt:
{\displaystyle \delta \left(\bigvee _{x_{i}\in V}x_{i}\right)=\bigvee _{x_{i}\in V}\delta (x_{i})}
Binärbilder stellen die Elemente eines (Booleschen) Verbands dar. Die Bildung des Supremums ist dann die Oder-Verknüpfung (Disjunktion) auf Bildern. Ein Bildpunkt wird gesetzt, wenn er in einem der Ausgangsbilder gesetzt ist. Im Fall von Grauwertbildern wird an jeder Stelle der Maximalwert aller Bilder genommen.

### Adjunktion von Dilatation und Erosion
In der mathematischen Morphologie bilden Dilatationen und Erosionen auf einem vollständigen Verband {\displaystyle V} selbst wieder zwei zueinander isomorphe Verbände. Zu jeder Dilatation {\displaystyle \delta } gibt es eine Erosion {\displaystyle \varepsilon } mit
{\displaystyle \varepsilon \left(X\right)=\bigvee \left\{A\in V|\delta (A)\leq X\right\}}
und zu jeder Erosion {\displaystyle \varepsilon } eine Dilatation {\displaystyle \delta } mit
{\displaystyle \delta \left(Y\right)=\bigwedge \left\{B\in V|\varepsilon (B)\geq Y\right\}.}
Somit gilt für {\displaystyle X,Y\in V}
{\displaystyle \delta \left(X\right)\leq Y\Leftrightarrow X\leq \varepsilon \left(Y\right).}